# Daniel Paunier
Daniel Paunier, né à Avusy le 5 avril 1936 et mort le 21 janvier 2025, est un enseignant, historien et archéologue genevois.

## Biographie
Après une licence (1958) et un doctorat ès lettres (1978) de l'Université de Genève, Daniel Paunier devient professeur ordinaire d'archéologie des provinces romaines à l'Université de Lausanne et professeur associé d'histoire ancienne à l'Université de Genève. 
Il a exercé notamment les fonctions de doyen de la Faculté des Lettres de l'Université de Lausanne, de directeur de l'Institut d'archéologie et des sciences de l'Antiquité, de président de la Division des sciences humaines et sociales du Fonds national suisse de la recherche scientifique, d'expert pour l'Office fédéral de la culture et le Conseil européen des ministres. Il devient professeur honoraire dès 2001.
Membre ou président de nombreux comités scientifiques suisses et étrangers, directeur des recherches archéologiques de l'Université de Lausanne au Mont-Beuvray (PC 1) de 1988 à 2001, docteur honoris causa de l'université François Rabelais de Tours (F), membre d'honneur de l'Académie suisse des sciences humaines et sociales et de plusieurs sociétés savantes, il est l'auteur de plus de 200 ouvrages et articles scientifiques. 
Daniel Paunier meurt le 21 janvier 2025 à l'âge de 88 ans.

## Sources
- « Daniel Paunier », sur la base de données des personnalités vaudoises sur la plateforme « Patrinum » de la Bibliothèque cantonale et universitaire de Lausanne.
- ENS - Savoirs en multimédia
- IASA UNIL - Daniel Paunier
- Les Éditions Infolio - Catalogue des ouvrages
- ENS - Savoirs en multimédia
- Paunier (Daniel) • 8919 • L'encyclopédie • L'Arbre Celtique